# Oospila stagonata
Oospila stagonata är en fjärilsart som beskrevs av Felder 1875. Oospila stagonata ingår i släktet Oospila och familjen mätare. Inga underarter finns listade i Catalogue of Life.